# Bánffy György (1746–1822)
Losonczi gróf Bánffy György (Piski, 1746. december 24. – Kolozsvár, 1822. július 5.) császári és királyi kamarás, Erdély kormányzója.

## Élete
Bánffy György gróf (1723–1780) Kolozs vármegye főispánjának és Barcsay Ágnes bárónő fia. 1756-tól a bécsi Theresianumban tanult; 1776. március 16-ától consiliárius sziléziai guberniumban; ugyanezen évben kolozsvári főispán; 1777-ben erdélyi gubernialis consiliárius; 1781-ben referendárius a kancelláriánál; 1782-ben kincstartó, 1787-ben Erdély kormányzója lett. 1792-ben kapta a Szent István-rend nagy keresztjét, 1810-ben a Lipót-rendet; 1815-ben a polgári aranykeresztet.

## Munkái
- De eo quod jure naturae illicitum est an etiam sit invalidum? Bécs, 1766. (Nyilvános vitatkozása.)
- Megszólító beszéd, melyet Erdélyországnak összegyült rendeihez tartott 1790-ben. Kolozsvár, 1791.
- Erdélyországban főkormányzói hivatalban lett beigtatásának ünnepén a nemes ország rendei előtt tartott hivatalbéli beszédek 1791. Kolozsvár.
- Egy beszéde, melyet báró Michael Bruckenthal, a szászok grófjának beiktatása alkalmával tartott német nyelven, megjelent a Siebenb. Quartalschrift I. kötetében.

Arcképe a Hormayr Taschenbuchjában (1823) Passini által metszve.